# Simulium morsitans
Simulium morsitans är en tvåvingeart som beskrevs av Edwards 1915. Simulium morsitans ingår i släktet Simulium och familjen knott. Arten är reproducerande i Sverige. Inga underarter finns listade i Catalogue of Life.